# Luis Hernández Parker
Luis Hernández Parker (Antofagasta, 25 de marzo de 1911-Santiago, 1 de mayo de 1975) fue un periodista chileno, también conocido por su seudónimo HP o Hachepé.

## Biografía

### Primeros años
Nació en Antofagasta, el 25 de marzo de 1911. Paso su infancia en Bolivia donde su padre trabajaba en las Minas de Estaño. Sus estudios primarios y secundarios los realizó en el Colegio Patrocinio San José.

### Estudios universitarios
Ingresa a la Universidad Católica a estudiar Derecho, pero no puede completar sus estudios por las dificultades económicas que enfrentaba su familia.

### Política
En sus años universitarios formó la agrupación de izquierda Avance, ingresando al Partido Comunista de Chile, donde llegó a ser Secretario General de la juventud de esa colectividad. En 1937 asistió al Congreso de la Internacional Comunista y fue detenido a su regreso por la policía argentina. Según el testimonio de Hernández Parker, estuvo aislado durante 15 días y sujeto a torturas y otros apremios físicos. Producto de esta situación, fue expulsado de las Juventudes Comunistas acusado de no haber “resistido el apremio policial” y de entregar declaraciones “comprometedoras” para la organización. Aunque años más tarde reestablecería contacto con el Partido Comunista chileno, Hernández Parker siempre consideró su expulsión injusta.

## Periodista
Inicia su trabajo en 1934 como periodista en el diario de izquierda Frente Popular. Ingresa a la revista Ercilla en 1941 donde trabajó por 34 años produciendo un gran flujo de artículos que todavía no han logrado ser indexados.

### Periodismo radial y televisivo
En 1944 ingresa a hacer periodismo radial en emisoras como Radio Americana, Radio Agricultura, Radio Corporación, Radio Cooperativa y Radio Portales. En 1972 entró a trabajar en la Radio Minería, donde su programa Tribuna Política se convirtió en el programa político más importante de la radiodifusión chilena hasta 1975.
El 4 de noviembre de 1960 fue uno de los participantes de la transmisión inaugural del Canal 9 de la Universidad de Chile, realizando un análisis de la actualidad nacional. Desde 1965 comenzó a realizar un programa de comentario político en Canal 9 denominado HP en TV. En marzo de 1970 ingresó a TVN como comentarista político del informativo Martini al instante.

### Premio Nacional de Periodismo
En 1954 se creó el Premio Nacional de Periodismo de Chile y Hernández Parker fue el primero en obtenerlo con mención en Crónica. Además ganó el Premio Caupolicán “Al mejor redactor político”.

### Profesor universitario
Fue profesor de periodismo de la Universidad de Chile destacándose entre sus alumnos Abraham Santibáñez y Marcia Scantlebury.
Falleció el 1 de mayo de 1975.